# Tändrör

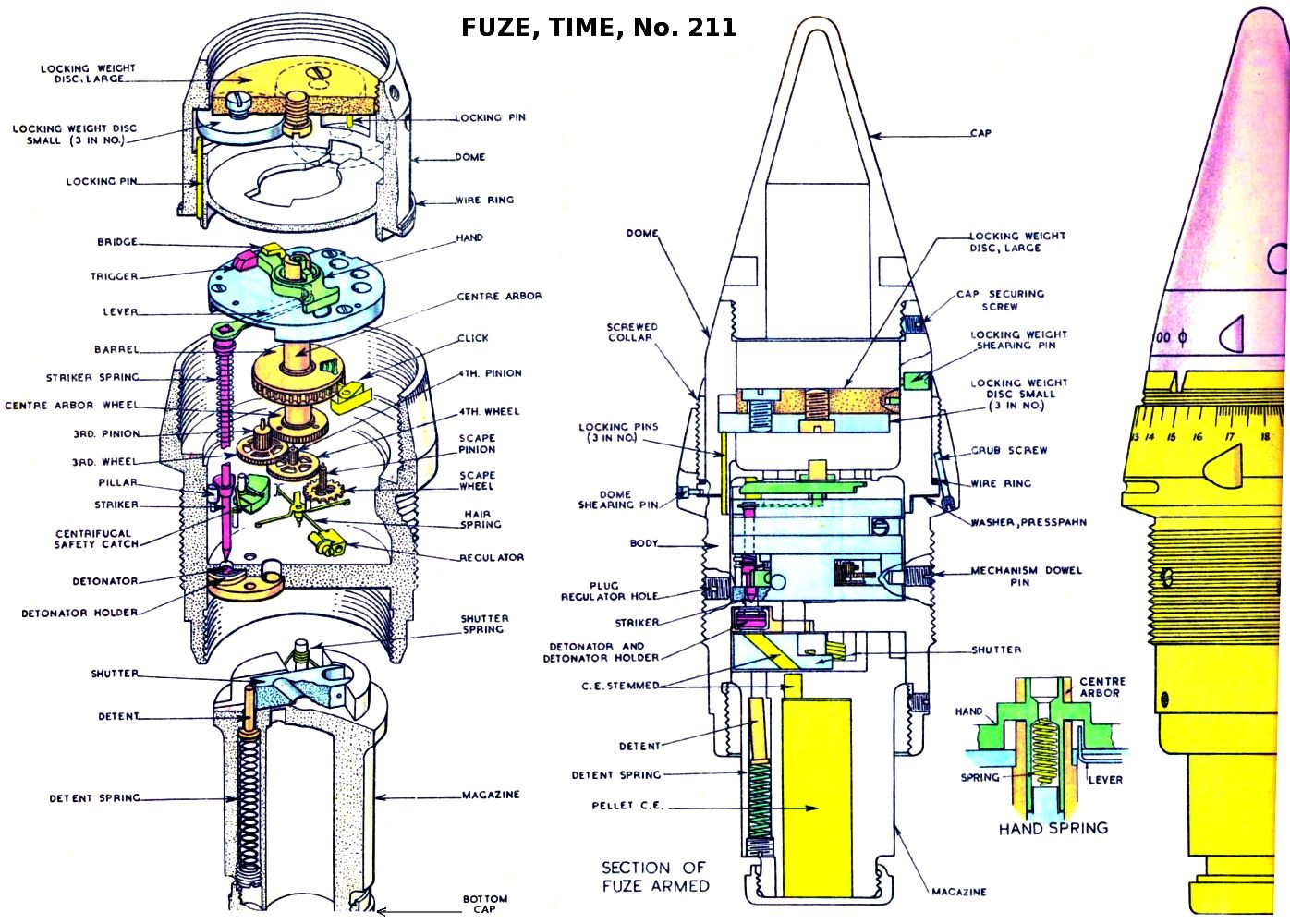
Ett spetsanslagsrör med mekaniskt tidrör.

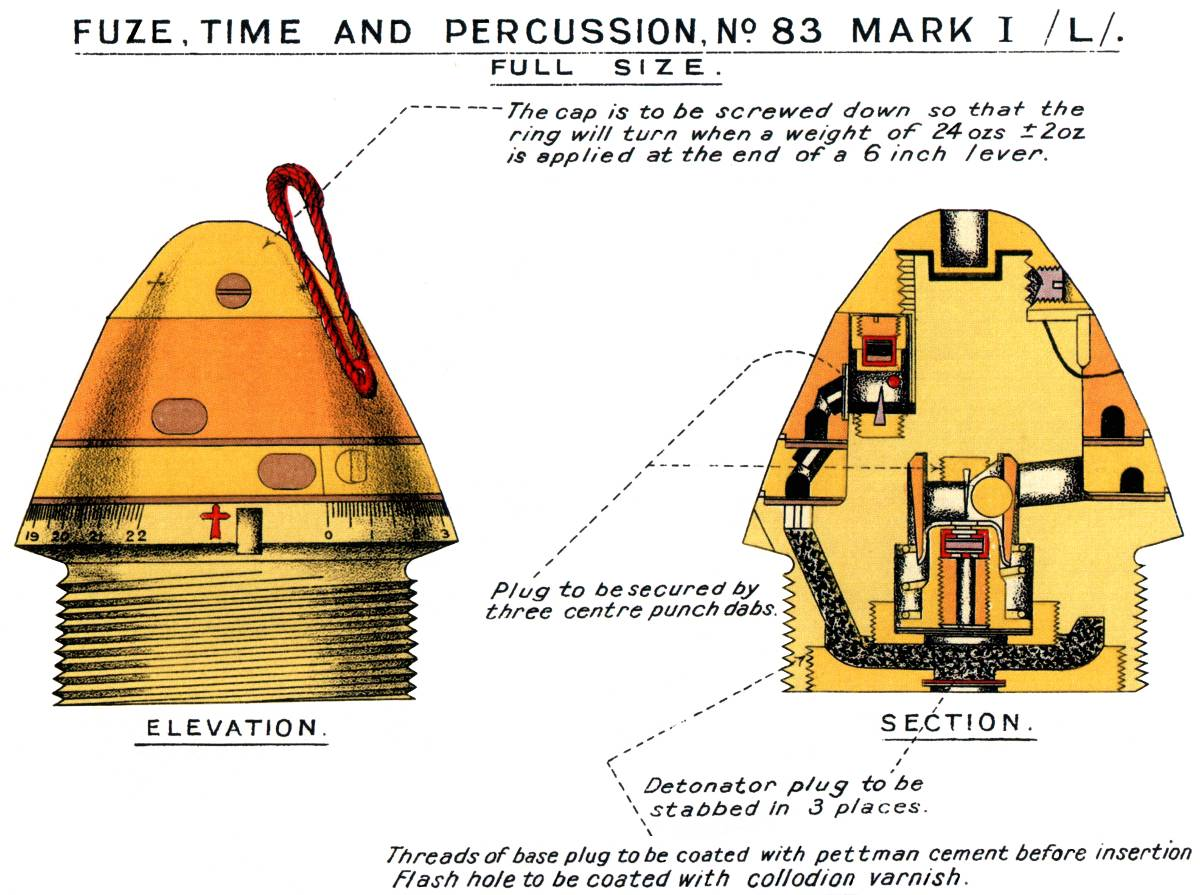
Ett spetstidanslagsrör (dubbelrör) med både brinntids- och anslagsfunktion. Brinntiden är inställbar från 8 till 30 sekunder.

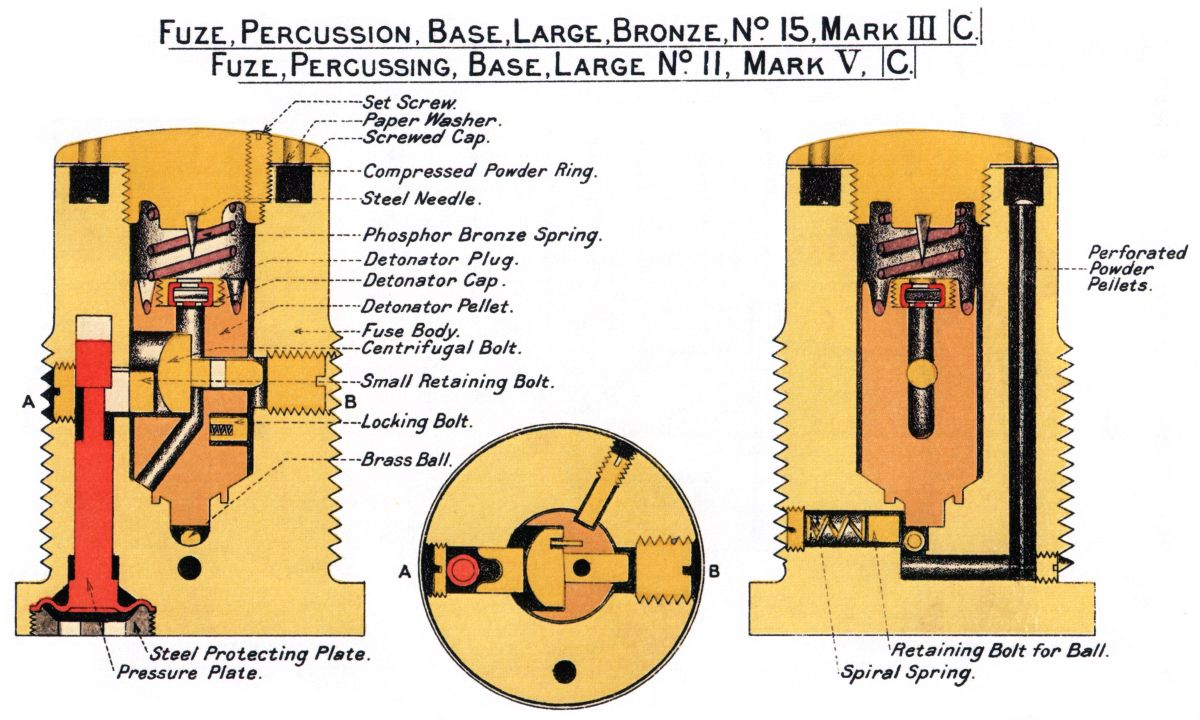
Ett bottenanslagsrör med centrifugalsäkring som gör att tändröret inte kan utlösas innan den har avfyrats från ett räfflat eldrör.

Tändröret är den del av en  granat, flygbomb, raketvapen eller robot som får dessa att detonera. 
Tändröret kan under lagring och transport av granaterna vara fästat (apterat) på granaten eller föras separat och apteras före laddandet. Ett tändrör innehåller ett flertal olika säkringar vars uppgifter är att förhindra att laddningen briserar för tidigt. Transportsäkringen avlägsnas manuellt före laddningen. Loppsäkringen ser till att granaten inte kan brisera förrän den lämnat eldröret. Masksäkringen ser till att tändröret inte utlöses av vegetation eller andra hinder strax framför pjäsplatsen.
När granaten är avskjuten och alla säkringar upphävda säger man att granaten är armerad. 
Vissa tändrör, främst för ammunition till luftvärnspjäser är försedda med en självsprängningsanordning som utlöses efter en så lång tid att granaten anses ha missat målet. 
Tändrör kan delas in efter tändsätt, placering, känslighet eller snabbhet. Typ och inställning väljs för att åstadkomma nedslagsbrisad såsom ögonblicksbrisad, fördröjningsbrisad, luftbrisad eller studsbrisad. 

## Tändsätt
Tändsättet anger hur tändningen initieras. Det finns flera olika sätt och dessa kan dessutom kombineras i samma rör. 
- Anslagsrör – utlöses vid anslag – initiering kan ske på flera olika sätt.
- Brinntidrör – innehåller system av krutkanaler eller krutlabyrinter som kan ställas in för valfri brinntid, varefter tändning utlöses.
- Mekaniskt tidrör – utlöses av ett urverk av någon typ efter en förinställd tid.
- Zonrör – sänder ut en radarlob eller laserstråle och utlöser granaten när den kommit inom ett visst avstånd till målet.
- Zonanslagsrör – kombination av anslagsrör och zonrör. Kan utlösa både zontändning och anslagständning.
- Programmerbart tändrör – tändrör med flera tändsätt vilken tillåter användaren att välja tändsätt på förhand.

### Initieringssätt
(notera att denna lista ej är fullständig)
- Hammartändning – initieringssätt där ett slagstift sitter fast i en tyngd. När projektilen bromsas upp mot en yta slungas hammaren framåt och tändröret initieras.[1]

## Placering
Det finns flera standardiserade placeringar av tändrör för olika utformningar av verkansdelar hos vapenprojektiler (granat, raket, flygbomb, robot).
- Avståndsrör – tändrör placerat på änden av en påle monterad i spetsen av projektilen.
- Spetsrör – tändrör placerat i spetsen av projektilen.
- Centralrör – tändrör placerat centralt i verkansdelen av projektilen. Centralrör av anslagstyp använder historiskt huvudsakligen hammartändning.
- Basrör (även bottenrör) – tändrör placerat i basen av verkansdelen eller projektilen. Basrör av anslagstyp använder historiskt huvudsakligen hammartändning.

## Känslighet
Vad som krävs för att tändningen skall starta
- Högkänsligt – cirka 5 mm plywood
- Känsligt – cirka 10 mm plywood
- Normalt – cirka 50 mm furuplank

## Snabbhet
Anger tid från anslag till brisad.
- Ögonblicklig – 0,1–1 ms
- Normal – 1–10 ms
- Kort fördröjd – 10–25 ms
- Lång fördröjd – 50–150 ms

## Benämning
Tändrörens beskaffenhet framgår av deras benämning, några exempel:
- Öf hk sar = ögonblickligt eller fördröjt högkänsligt spetsanslagsrör
- Ök stidar = ögonblickligt känsligt spetstidanslagsrör
- Zonar = zonanslagsrör